# Élections législatives de 1951 dans l'Hérault
Les élections législatives françaises de 1951 se tiennent le 17 juin. Ce sont les deuxièmes élections législatives de la Quatrième République.

## Mode de scrutin
Représentation proportionnelle plurinominale suivant la méthode du plus fort reste dans 103 circonscriptions, conformément à la loi des apparentements : les listes qui se sont « apparentées » avant l'élection remportent tous les sièges de la circonscription si leurs voix ajoutées obtiennent la majorité absolue des suffrages exprimés. Il y a 629 sièges à pourvoir.
Le vote préférentiel est admis. 
Dans le département de l'Hérault, six députés sont à élire.

## Candidats

### Liste du Parti communiste français
| N° | Candidats | Candidats        | Parti | Principales fonctions                                                                             |
| -- | --------- | ---------------- | ----- | ------------------------------------------------------------------------------------------------- |
| 01 |           | Raoul Calas      | PCF   | Député sortant, instituteur                                                                       |
| 02 |           | Antonin Gros     | PCF   | Député sortant, viticulteur, conseiller municipal de Montpellier                                  |
| 03 |           | Michèle Domenech | PCF   | Commerçante                                                                                       |
| 04 |           | Paul Balmigère   | PCF   | Ouvrier agricole, conseiller général du canton de Frontignan, conseiller municipal de Montpellier |
| 05 |           | Joseph Lazare    | PCF   | Ébéniste, ancien sénateur, ancien maire de Béziers                                                |
| 06 |           | Pierre Arraut    | PCF   | Cheminot, ancien maire de Sète                                                                    |

### Liste du Parti socialiste SFIO
| N° | Candidats | Candidats         | Parti | Principales fonctions                                                                           |
| -- | --------- | ----------------- | ----- | ----------------------------------------------------------------------------------------------- |
| 01 |           | Jules Moch        | SFIO  | Député sortant, ancien résistant, ancien ministre, ingénieur                                    |
| 02 |           | Madeleine Laissac | SFIO  | Institutrice, ancienne résistante, maire de Saint-Nazaire-de-Ladarez                            |
| 03 |           | Léon Jean         | SFIO  | Ouvrier agricole, conseiller général du canton de Lunel, maire de Lunel-Viel                    |
| 04 |           | Albin Tixador     | SFIO  | Directeur du foyer des invalides, ancien résistant déporté, conseiller municipal de Montpellier |
| 05 |           | Raoul Bayou       | SFIO  | Instituteur, conseiller général du canton de Saint-Chinian, maire de Cessenon                   |
| 06 |           | Roger Soulairol   | SFIO  | Professeur de lycée, conseiller municipal de Béziers                                            |

### Liste de l'Union des indépendants, paysans et républicains nationaux
| N° | Candidats | Candidats            | Parti | Principales fonctions                       |
| -- | --------- | -------------------- | ----- | ------------------------------------------- |
| 01 |           | Louis Delbez         | CNIP  | Professeur de droit à Montpellier           |
| 02 |           | Pierre Grasset-Morel | CNIP  | Ingénieur agronome                          |
| 03 |           | Gaston Coste         | CNIP  | Viticulteur                                 |
| 04 |           | Louis Barthès        | CNIP  | Ingénieur                                   |
| 05 |           | Henri Torquebiau     | CNIP  | Avoué                                       |
| 06 |           | François Delmas      | CNIP  | Avocat, conseiller municipal de Montpellier |

### Liste du Rassemblement des gauches républicaines, du Parti républicain radical et radical-socialiste et de l'Union démocratique et socialiste de la résistance
| N° | Candidats | Candidats         | Parti   | Principales fonctions                                                                   |
| -- | --------- | ----------------- | ------- | --------------------------------------------------------------------------------------- |
| 01 |           | Vincent Badie     | Radical | Député sortant, avocat au barreau de Montpellier                                        |
| 02 |           | Louis Dance       | Radical | Directeur technique                                                                     |
| 03 |           | François Ferracci | Radical | Industriel                                                                              |
| 04 |           | André Alibert     | Radical | Avocat, conseiller général du canton de Servian                                         |
| 05 |           | Pierre Castel     | Radical | Professeur à la faculté de pharmacie, conseiller général du canton d'Aniane             |
| 06 |           | Bernard Paul      | Radical | Avocat, conseiller général du canton de Montpellier-3, maire de Murviel-lès-Montpellier |

### Liste du Rassemblement du peuple français
| N° | Candidats | Candidats       | Parti | Principales fonctions                                                    |
| -- | --------- | --------------- | ----- | ------------------------------------------------------------------------ |
| 01 |           | Jean Bertaud    | RPF   | Ancien inspecteur de la SNCF, sénateur de la Seine, maire de Saint-Mandé |
| 02 |           | Cerf Lurie      | RPF   | Commissionnaire en vins à Sète                                           |
| 03 |           | André Collière  | RPF   | Assureur                                                                 |
| 04 |           | Fernand Pujol   | RPF   | Viticulteur                                                              |
| 05 |           | Juliette Theule | RPF   | Employée des PTT                                                         |
| 06 |           | Georges Boudou  | RPF   | Ouvrier typographe                                                       |

### Liste du Mouvement républicain populaire
| N° | Candidats | Candidats         | Parti | Principales fonctions                                                   |
| -- | --------- | ----------------- | ----- | ----------------------------------------------------------------------- |
| 01 |           | Paul Coste-Floret | MRP   | Député sortant, ancien résistant, ancien Ministre, professeur de droit  |
| 02 |           | Joseph Aussel     | MRP   | Ancien député, ancien sénateur, avocat à la Cour d'Appel de Montpellier |
| 03 |           | Paul Moulières    | MRP   | Maire d'Adissan                                                         |
| 04 |           | Maurice Marchand  | MRP   | Adjoint au maire de Sète                                                |
| 05 |           | Germain Pujo      | MRP   | Conseiller municipal de Béziers                                         |
| 06 |           | Louis Combès      | MRP   | Ancien adjoint au maire de Saint-Gervais-sur-Mare                       |

### Liste du Centre d'action des gauches indépendantes
| N° | Candidats | Candidats       | Parti | Principales fonctions                                                                         |
| -- | --------- | --------------- | ----- | --------------------------------------------------------------------------------------------- |
| 01 |           | Paul Boulet     | CAGI  | Député sortant, professeur à la Faculté de médecine, conseiller général, maire de Montpellier |
| 02 |           | Jean Baderon    | CAGI  | Viticulteur                                                                                   |
| 03 |           | René Mercier    | CAGI  | Ouvrier métallurgiste                                                                         |
| 04 |           | Gabriel Galtier | CAGI  | Chef de section PTT                                                                           |
| 05 |           | Élie Azays      | CAGI  | Mineur                                                                                        |
| 06 |           | André Migayrou  | CAGI  | Comptable                                                                                     |

## Élus
| Député sortant    | Parti | Parti   | Député élu ou réélu | Parti | Parti   |
| ----------------- | ----- | ------- | ------------------- | ----- | ------- |
| Raoul Calas       |       | PCF     | Madeleine Laissac   |       | SFIO    |
| Antonin Gros      |       | PCF     | Léon Jean           |       | SFIO    |
| Jules Moch        |       | SFIO    | Jules Moch          |       | SFIO    |
| Paul Coste-Floret |       | MRP     | Paul Coste-Floret   |       | MRP     |
| Paul Boulet       |       | MRP     | Louis Delbez        |       | CNIP    |
| Vincent Badie     |       | Rad soc | Vincent Badie       |       | Rad soc |

## Résultats

### Résultats à l'échelle du département
- Les listes de la SFIO, du CNIP, RGR-Rad-UDSR et du MRP se sont apparentées.
- Leurs voix cumulées représentant plus de 50% des exprimés, tous les sièges sont répartis à la proportionnelle entre les partis apparentés.

| Parti    | Parti                                                                                           | Tête de liste     | Résultats | Résultats | Sièges |  |
| Parti    | Parti                                                                                           | Tête de liste     | Voix      | %         |        |  |
| -------- | ----------------------------------------------------------------------------------------------- | ----------------- | --------- | --------- | ------ |  |
|          | Parti communiste français                                                                       | Raoul Calas       | 69 433    | 32,83     | 0      |  |
|          | Section française de l'Internationale ouvrière *                                                | Jules Moch        | 39 028    | 18,45     | 3      |  |
|          | Centre national des indépendants et paysans *                                                   | Louis Delbez      | 25 827    | 12,21     | 1      |  |
|          | Rassemblement des gauches républicaines-Rad-Union démocratique et socialiste de la Résistance * | Vincent Badie     | 23 596    | 11,16     | 1      |  |
|          | Rassemblement du peuple français                                                                | Jean Bertaud      | 21 256    | 10,05     | 0      |  |
|          | Mouvement républicain populaire *                                                               | Paul Coste-Floret | 20 766    | 9,82      | 1      |  |
|          | Centre d'action des gauches indépendantes                                                       | Paul Boulet       | 10 301    | 4,87      | 0      |  |
|          |                                                                                                 |                   |           |           |        |  |
| Inscrits | Inscrits                                                                                        | Inscrits          | 273 971   | 100,00    | 6      |  |
| Votants  | Votants                                                                                         | Votants           | 215 922   | 78,81     |        |  |
| Exprimés | Exprimés                                                                                        | Exprimés          | 211 485   | 97,95     |        |  |